# 清水春名
清水 春名（しみず はるな、1992年4月17日 - ）は、山口朝日放送のアナウンサー。山口県下関市出身。

## 来歴
東京理科大学経営学部経営学科卒業。大学時代は体育会サッカー部のマネージャーを務め、2014年にはミス理科大コンテストに出場しファイナリストに選出された。
2016年山口朝日放送に入社。入社後は、月～金の午前11時30分から放送されている『ひるくる&ひるくるサタデー』などを担当。
趣味はスポーツ観戦(特にサッカーと野球)、特技は書道・ピアノの弾き語りなど。
身長159.0cm、血液型A型。
2023年8月26日に更新した公式ブログで入籍したことを報告。

## 担当番組
- Jチャンやまぐち(月～金)[4]
- yabニュース

## 過去の出演番組
- 山口・長野 スゴ!ろく旅（2018年1月27日放送）（山口朝日放送、長野朝日放送）
- yabニュース
- Jチャンやまぐち
- パネルクイズ アタック25（2018年1月7日放送）（朝日放送）
- どき生てれび（土）
- ひるくる&ひるくるサタデー（月～金）